# Just Eat Takeaway
Just Eat Takeaway.com N.V. (tidligere Takeaway.com) er en hollandsk multinational online madbestillings- og madleveringsvirksomhed. Takeaway.com blev etableret af Jitse Groen i år 2000, efter at han havde haft svært ved at bestille mad fra en lokal restaurant. Virksomheden er tilstede i 22 lande og markedsledende i Belgien og Holland. Koncernen inkluderer en række brands og datterselskaber herunder Takeaway.com, Just Eat, SkipTheDishes, Grubhub og Menulog.
22. april 2020 fusionerede Takeaway.com med det britiske Just Eat.